# 磁山遗址
磁山遗址是中国北方新石器时代早期的磁山文化的代表性遗存，距今约7300年，位于河北省武安市西南20公里的磁山村东南，南洺河北岸台地上，距太行山東麓約9公里，占地近14万平方米。1988年列为全国重点文物保护单位。
磁山遗址于1972年当地兴修水利时发现。1976年至1978年，考古工作者在这里进行了三次发掘，发掘面积达6000平方米，文化层厚1至2米，一些窖穴深达6-7米。遺址房屋主要為圓形半地穴式的。出土文物有石器、陶器、骨器、动物骨骸、粮食窖藏等。
狗和猪是遗址人们驯养的主要动物，鸡可能是家养的。
考古学家在88个灰坑中发现了十余万斤的粮食，专家一开始鉴定为粟，但这一鉴定结果未得到广泛认可。后吕厚远等重新鉴定了标本，发现这些窖穴样品中的粮食中，早期农作物全部是黍，年代距今约10000—8700年前；而粟则在距今约8700—7500年期间少量出现。
磁山遗址的发现，将华北地区的新石器文化年代上推了1000多年，对中国史前文化的研究具有重要意义。